# Mattveronika
Mattveronika (Veronica prostrata) är en grobladsväxtart som beskrevs av Carl von Linné. Enligt Catalogue of Life ingår Mattveronika i släktet veronikor och familjen grobladsväxter, men enligt Dyntaxa är tillhörigheten istället släktet veronikor och familjen grobladsväxter. Arten har ej påträffats i Sverige. Inga underarter finns listade i Catalogue of Life.

## Bildgalleri

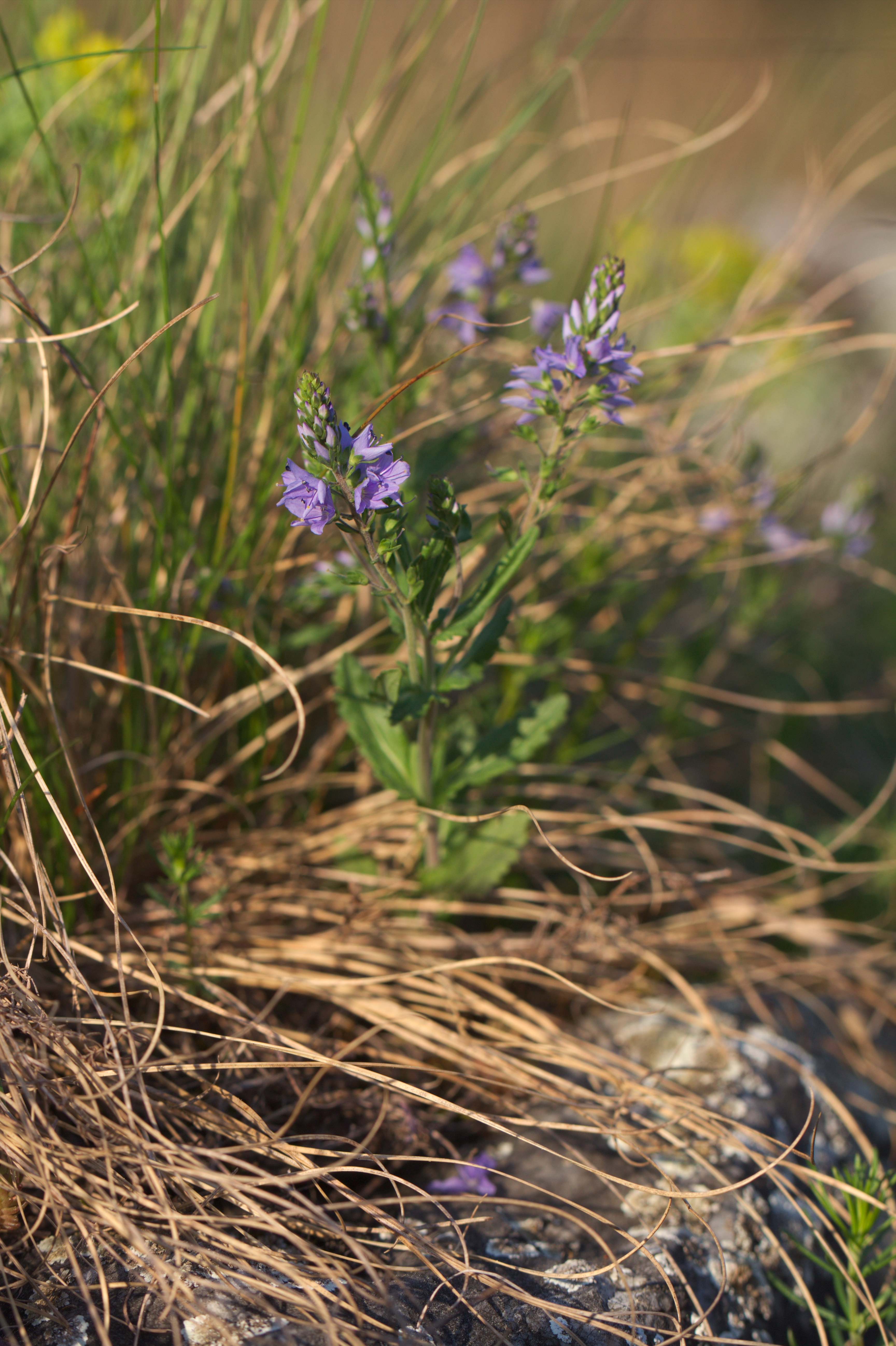
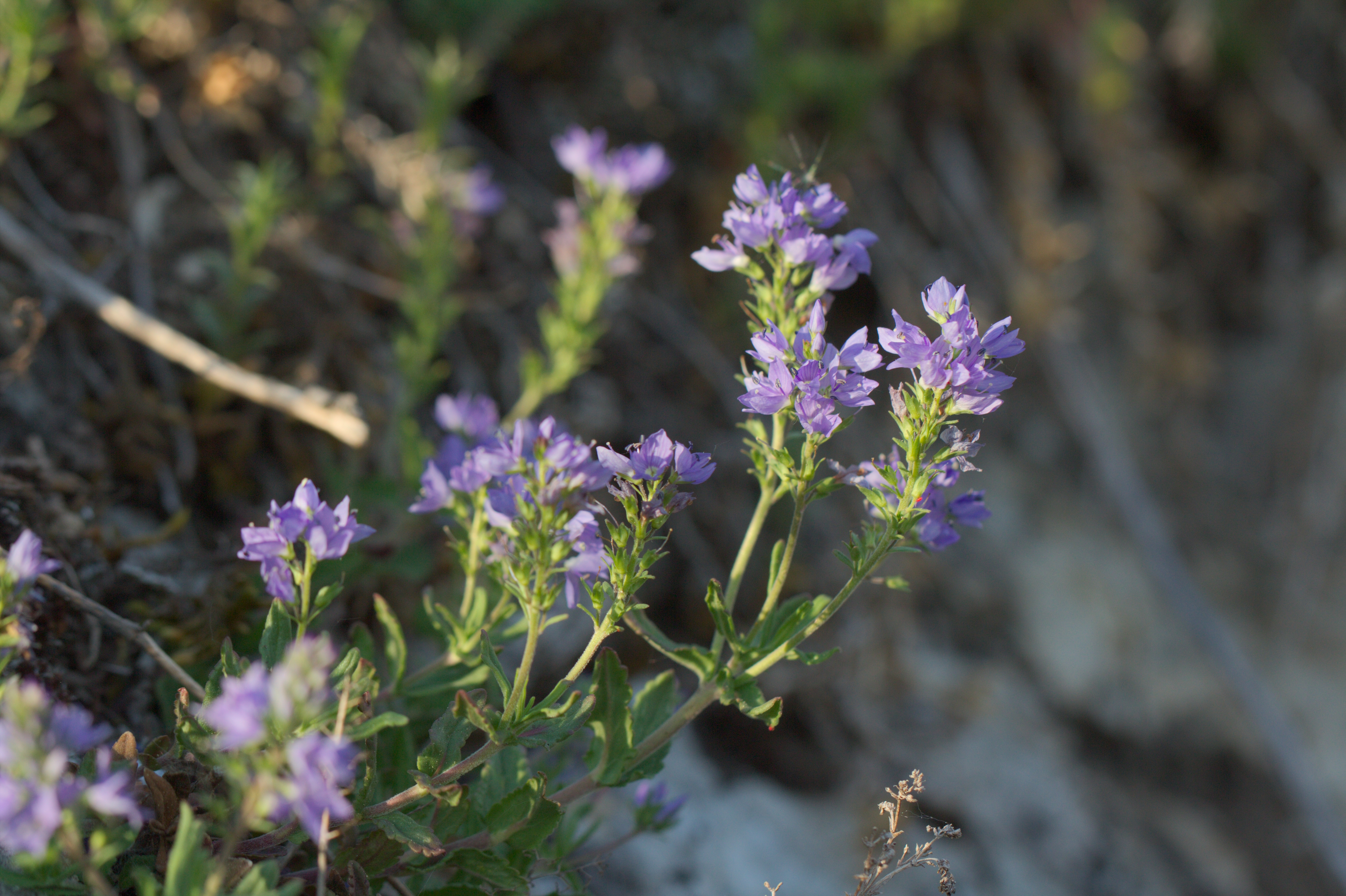
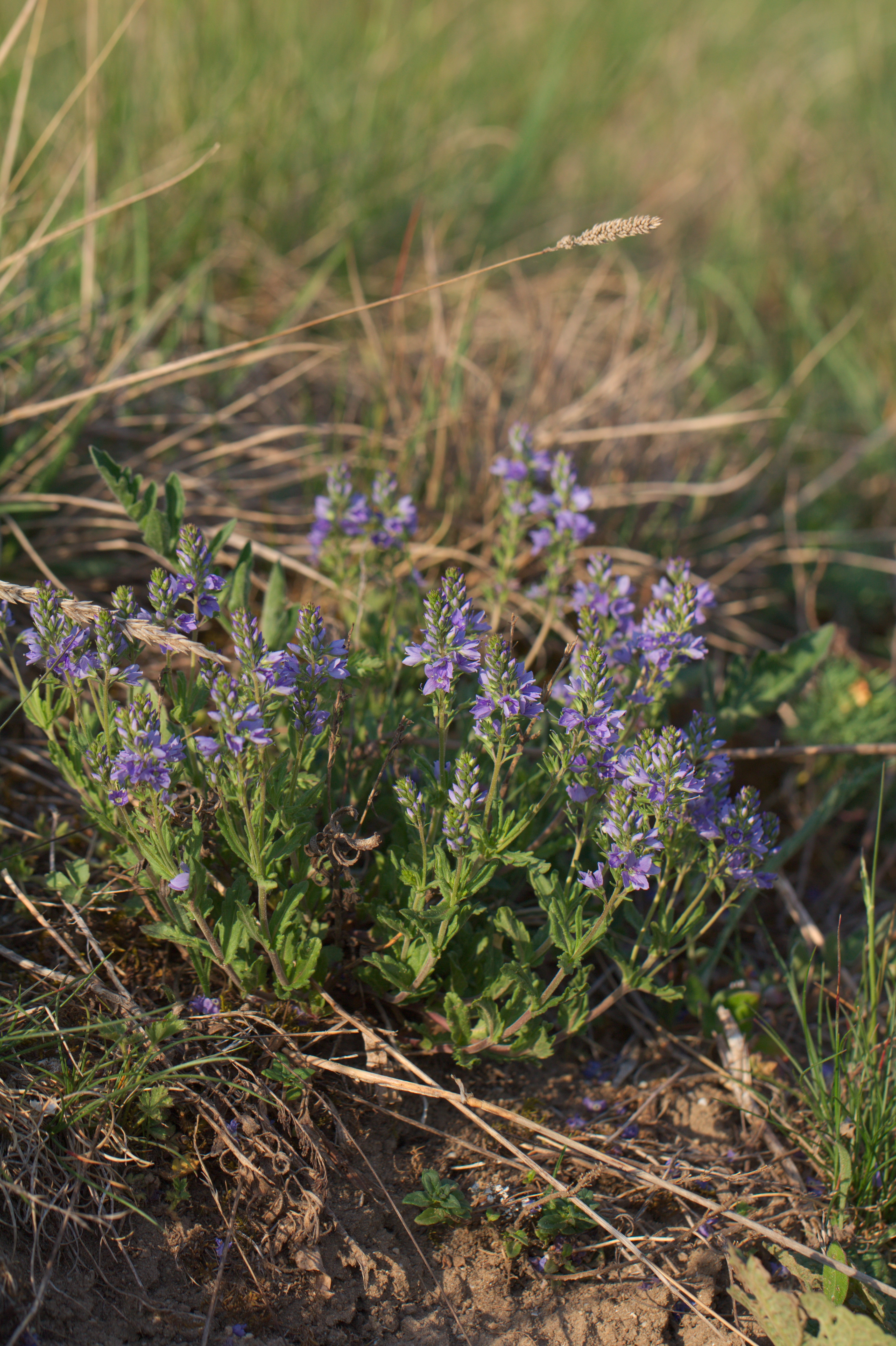
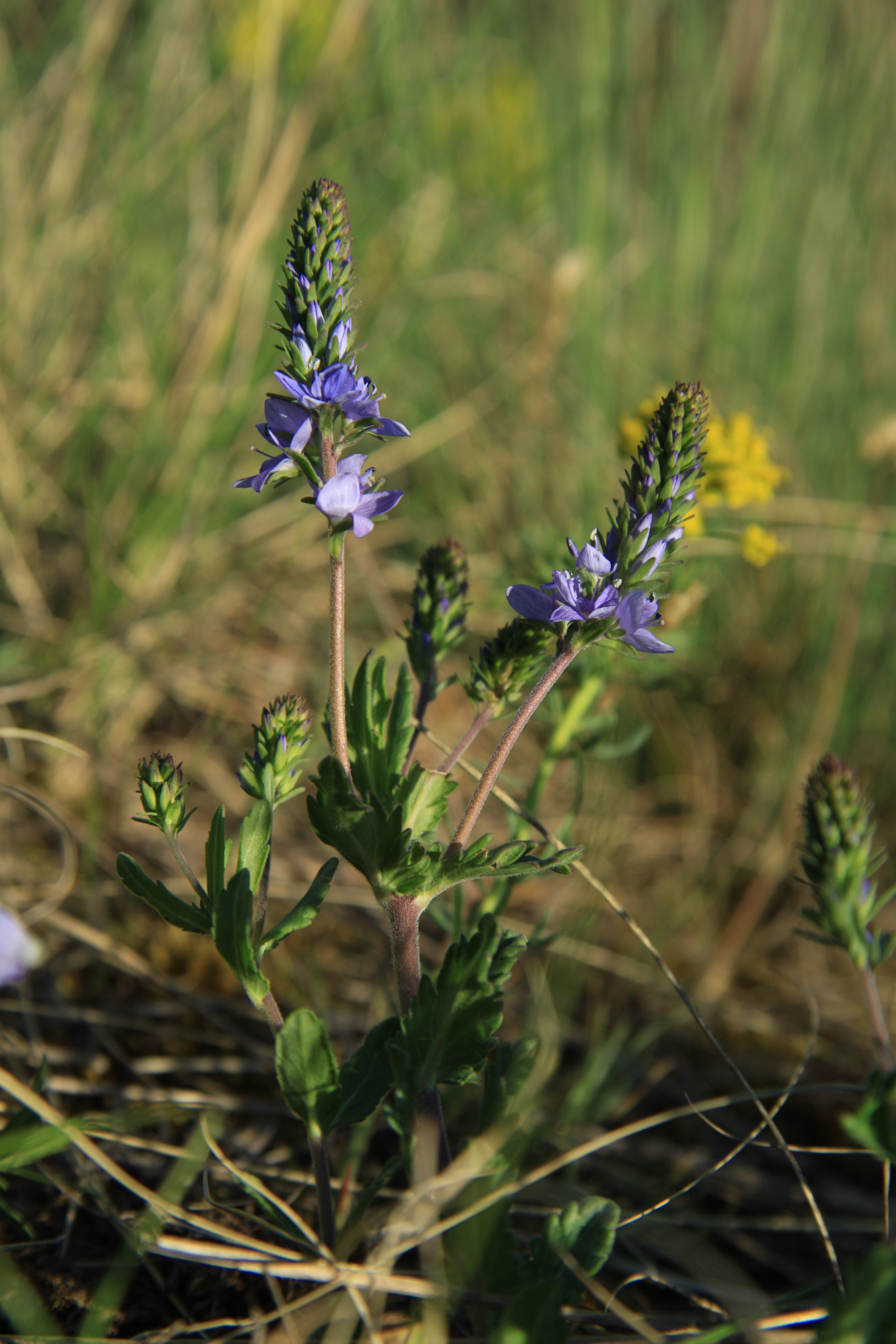
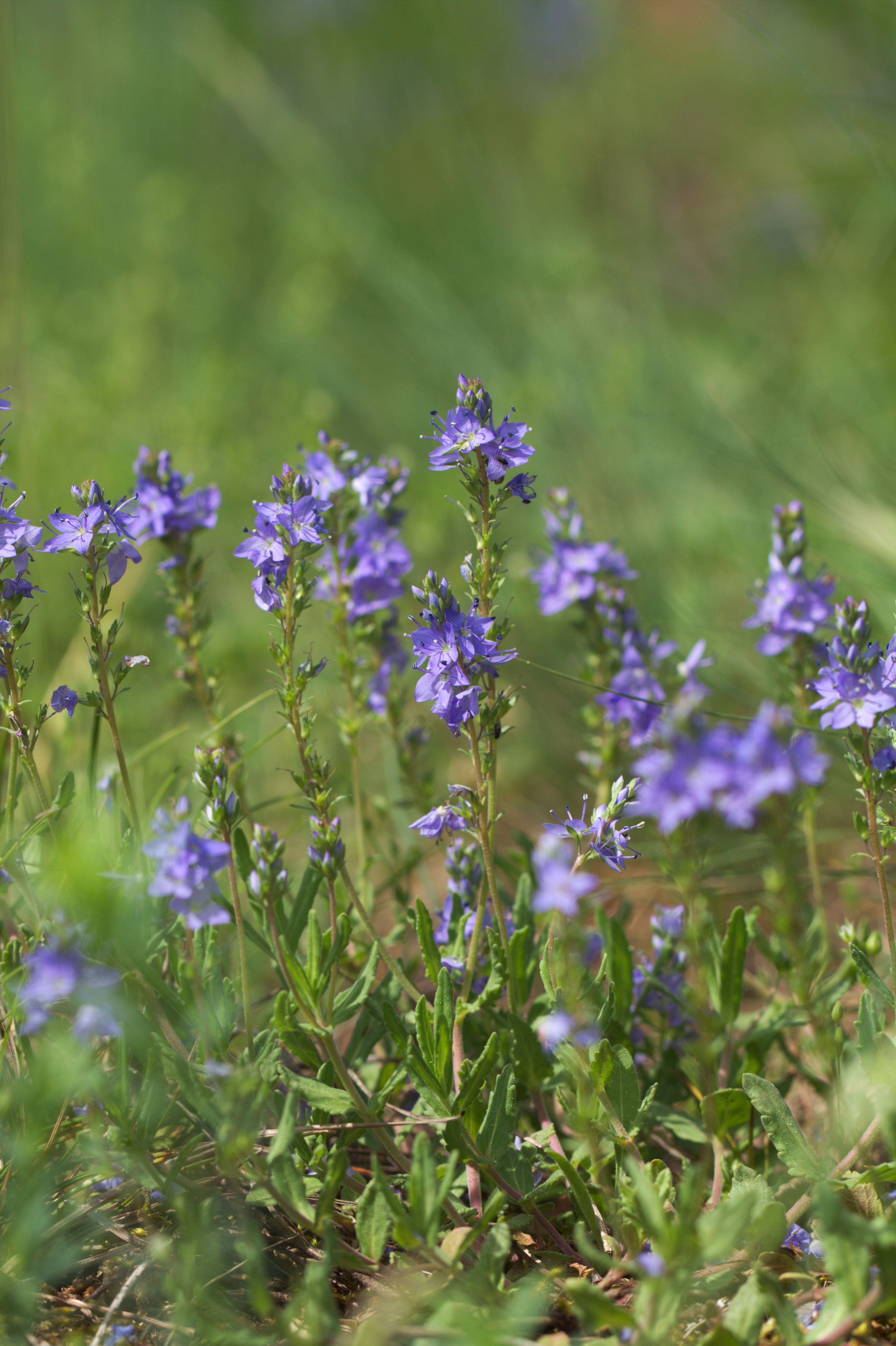
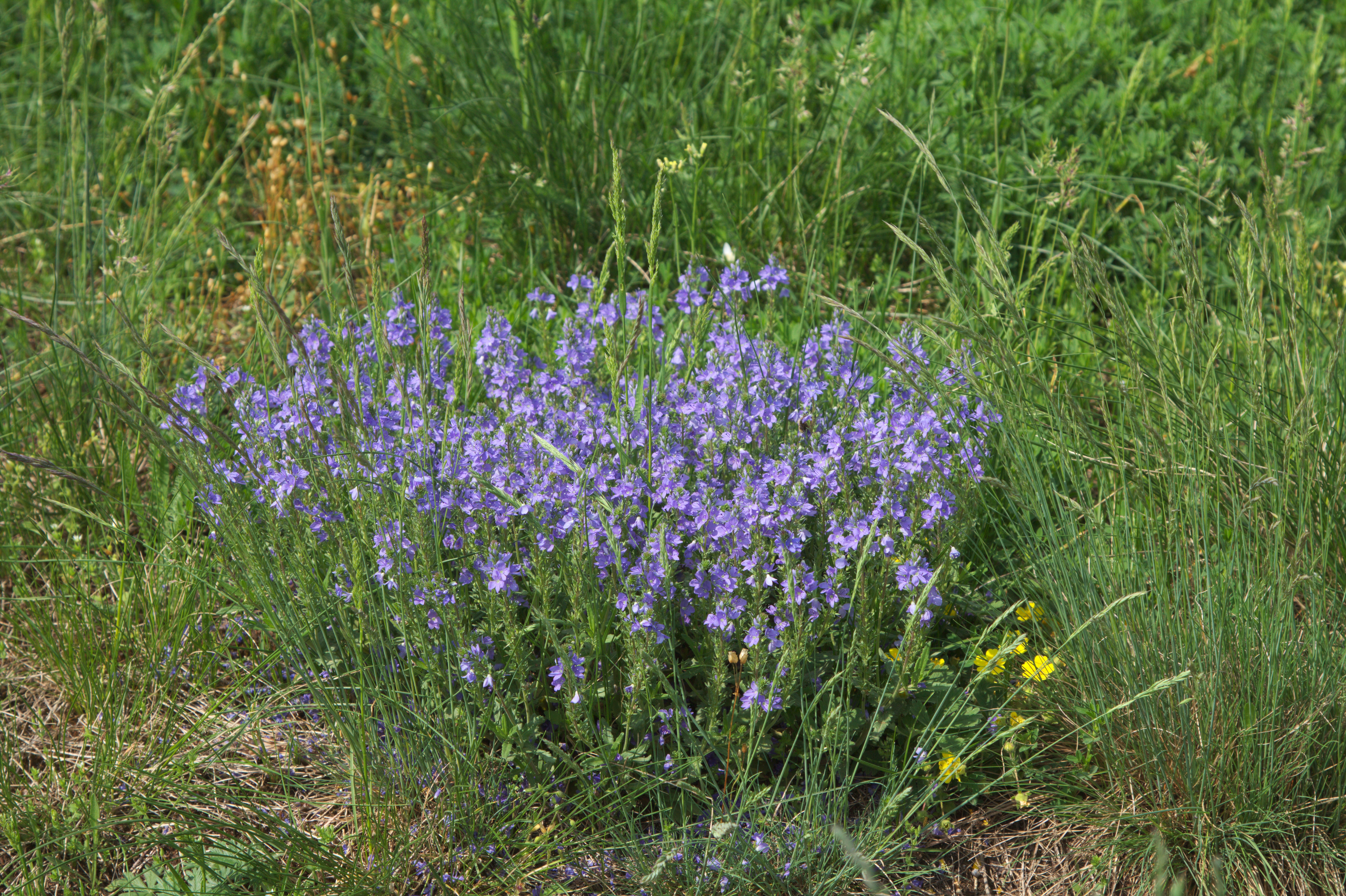